# アルーフ
アルーフ（The Aloof）は、イギリスのエレクトロニック・ミュージック・グループ。1990年にイギリス・ロンドンで結成された。このグループは、リッキー・バロウ、ゲイリー・バーンズ、ジャグズ・クーナー、リチャード・ゼアー、ディーン・ザッチャーで構成されていた。彼らは1990年代に活躍し、4枚のスタジオ・アルバムをリリースした。『Cover the Crime』 (1994年)、『Sinking』 (1996年)、『Seeking Pleasure』 (1998年)、『ディス・コンスタント・チェイス・フォー・スリルズ』 (1999年)である。
ダイアナ妃の亡くなった日に、BBCラジオ1は、30分ごとに数時間にわたってインストゥルメンタル「The Last Stand」を流した。

## メンバー
- リッキー・バロウ (Ricky Barrow) - ボーカル
- ゲイリー・バーンズ (Gary Burns) - キーボード、ベース
- ジャグズ・クーナー (Jagz Kooner) - プログラミング、エンジニアリング
- リチャード・ゼアー (Richard Thair) - ドラム、パーカッション
- ディーン・ザッチャー (Dean Thatcher) - キーボード[1]

## ディスコグラフィ

### スタジオ・アルバム
- Cover the Crime (1994年)
- Sinking (1996年)
- Seeking Pleasure (1998年)
- 『ディス・コンスタント・チェイス・フォー・スリルズ』 - This Constant Chase for Thrills (1999年)[1]

### シングル
- "Never Get Out the Boat" (1991年) ※全英98位
- "Scooter" "The World as One" (1991年)
- "On a Mission" (1992年) ※全英64位
- "Purity" (1992年)
- "Purity (Remixes)" (1992年)
- "Agent O" (1994年)
- "Cover the Crime" (1994年)
- "Mind" (1994年)
- "Society" "Drum (Live Mix)" (1994年)
- "Favelas" (1995年) ※全英95位
- "Stuck on the Shelf" (1995年)
- "Wish You Were Here..." (1996年) ※全英61位
- "One Night Stand" (1996年) ※全英30位
- "Sinking" (1997年)
- "What I Miss the Most" (1998年) ※全英70位
- "Infatuated" (1999年)
- "Doing It for the Money" (2000年)[5][6]